# 吉沢瞳
吉沢 瞳（よしざわ ひとみ、1975年8月16日 - ）は、日本の元アイドル。本名は吉沢 仁美（読み方同じ）。活動当時の所属事務所はヒラタオフィス。血液型O型。身長158cm、活動当時のスリーサイズはB84、W58、H85。三重県名張市出身。堀越高等学校卒業。

## 来歴・人物
1991年、東鳩オールレーズンプリンセスコンテストで第6回グランプリを受賞し芸能界デビューした。主にCM、ドラマ、グラビアで活躍し、1992年にはハミングバード（現：ワーナーミュージック・ジャパン）からCDもリリースしている。
『はなきんデータランド』(テレビ朝日)では桂文珍、和泉元彌と共にメイン司会をつとめた。
1999年頃に芸能界を引退した。

## ディスコグラフィ
1. 1秒の鼓動（1992年3月25日）作詞：来生えつこ / 作曲：来生たかお
c/w さよならPalm Tree
2. ハートのクイーンを探せ（1992年7月22日）作詞、作曲：大事MANブラザーズバンド
c/w 喪失

## 出演作品

### テレビ
- ボクたちのドラマシリーズ「放課後」（1992年、フジテレビ系）- あずさの同級生役
- 五星戦隊ダイレンジャー 第11話（1993年、テレビ朝日系）なつみ役
- 八神くんの家庭の事情（1994年 - 1995年、テレビ朝日系）萬田園子役
- ハートにS（1995年、フジテレビ系）
- はなきんデータランド （テレビ朝日系）
- もう涙は見せない （1993年、フジテレビ系）- 少女期の西田佳代役
- 少女の微熱（1993年、テレビ朝日系）
- クイズ日本人の質問（1993年 - 1994年、NHK総合）

### ラジオ
- FMヤングスタジオ（1992年3月12日、JFN）ゲスト出演

### 映画
- 麗霆゛子 レディース!!（ムーファックトリー＝パル企画）- 川村蘭子 役
- アートフル・ドヂャース（1998年） - 栗原益美 役

### CM
- 東ハト『オールレーズン』
- 丸善建設
- トヨタ自動車『トヨタレンタリース』
- 愛媛のいよかん

### ゲーム
- 悪逆の季節～東京-南紀白浜殺人事件（3DO）

### 広告
- 新羅ホテル
- 電源開発（1992年）

## 写真集
- misty （1993年11月15日発売、ぶんか社）